# Gancedo
Gancedo é uma cidade da Argentina, localizada na província de Chaco.